# Parede
Parede (portugiesische Aussprache:[ˈvilɐ dɐ pɐˈɾedɨ]) ist eine portugiesische Gemeinde im Kreis von Cascais und damit im Distrikt von Lissabon und liegt in der ehemaligen Provinz Estremadura. Der Ort gehört zur Gerichtsbarkeit von Cascais sowie zum Bistum und zur Regiões Militares (dt.: Militärische Region) von Lissabon.

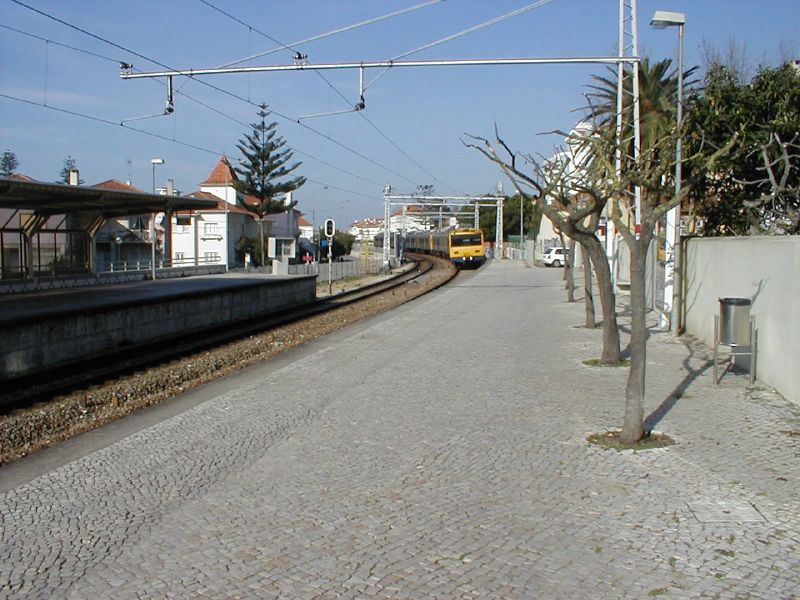
Bahnhof von Parede

Die Gemeinde hat eine Fläche von 3,6 km² und ist 6,5 km von der Kreisstadt und 12 km von Lissabon entfernt und ist an die Linha do Estoril angeschlossen.
Bis 1953 war der Ort Teil der Gemeinde von São Domingos de Rana. Ab dann wurde der Ort, mit den Ortschaften Buzano, Junqueiro, Madorna, Murtal, Penedo und Rebelva, im gleichen Landkreis als neue Gemeinde gegründet. Die Grenzen wurden durch Gesetzesdekret Nr. 39208 vom 14. Mai 1953 festgelegt.
Die Gemeinde Parade ist eine von sechs Gemeinden im Kreis von Cascais. Sie wird im Süden durch den Atlantik (Bucht von Cascais), im Osten von der Gemeinde Carcavelos, im Norden durch die Gemeinde São Domingos de Rana und West durch die Gemeinde Estoril begrenzt.
Parede hat den Status einer Vila.
Die Hauptattraktion des Ortes sind seine Strände, die mit einem hohen Jod-Anteil für Personen mit Knochenproblemen zur Kur geeignet sind. Zusätzlich befinden sich zwei auf Orthopädie spezialisierte Krankenhäuser in der Gemeinde in der Nähe des Strandes Avencas.
Am 29. September 2013 wurden die Gemeinden Parede und Carcavelos zur neuen Gemeinde União das Freguesias de Carcavelos e Parede zusammengeschlossen.

## Geschichte

### Herkunft des Namens
Die Herkunft des Namens Parede (dt. Wall oder Mauer) wird allgemein mit der hohen Anzahl von Steinen und losen Steinmauern am Ort in Verbindung gebracht.
Erwähnenswert dazu ist, dass die Einwohner von Parede neben dem eigentlichen Namen paredenses (dt. Paradenser), auch unter dem Namen osgas (dt. Geckos) bekannt sind.
In den 1920er Jahren gab es gegenüber dem derzeitigen Feuerwehrhaus einen Schuppen, in dem Theater aufgeführt wurde – das Teatro das Osgas.

### Besiedlung
Aus der Zeit zwischen den prähistorischen Besiedlung des Dorfes Parede vor über 4000 Jahren und dem späten neunzehnten Jahrhundert gibt es wenig Informationen über diesen Ort und seine Bewohner.
Es existieren einige Spuren römischer Präsenz (die älteste stammt aus dem 1. Jahrhundert v. Chr.), wie auch in Alcabideche, Cascais, Estoril und Sao Domingos de Rana, die darauf deuten, dass Parede zu diesem Zeitpunkt besiedelt war.
Wahrscheinlich wurden vor den Römern hiesige Steine zum Bau von Gebäuden und Artefakten genutzt.

## Wappen
Die Heraldik der Stadt Parede wurde 1982 von António de Sousa Lara und Benjamim Pinto Dinis entworfen.

## Park
Mit dem Parque Morais verfügt die Gemeinde über einen kleinen Freizeitbereich. Der Park liegt im historischen Zentrum von Perede und war früher Privatbesitz von Domingos José de Morais, einem Industriellen des frühen 20. Jahrhunderts, der das Gelände an die Comissão de Iniciativa do Concelho de Cascais verkaufte. Im Jahr 1934 wurde er für die Allgemeinheit geöffnet.
Der Park ist im Sommer von 8:30 Uhr bis 19:45 Uhr geöffnet und im Winter von 8:30 Uhr bis 17:45 Uhr.

## Strand
Der Strand von Parede ist bekannt für seinen hohen Jodanteil.

## Gruppen
- Sociedade Musical União Paredense
- Clube Nacional de Ginástica (CNG) (dt. Nationaler Gymnastik-Club)
- Parede Futebol Clube
- Agrupamento de Escuteiros da Parede número 71

## Bauwerke
- Hospital de Sant’Ana[5]